# Костюк Дмитро Сергійович
Дмитро Сергійович Костюк (нар. 1 червня 1993, м. Новоград-Волинський, Житомирська область) — український історик, журналіст-розслідувач, громадський діяч. Народний депутат України 9-го скликання.

## Життєпис
Закінчив історичний факультет Київського національного університету імені Тараса Шевченка. Був аспірантом історичного факультету КНУ. В університетські роки був членом партії Демократичний Альянс.
Працював журналістом на телеканалі «Еспресо».
Костюк є головою громадської організації «Неподільна Україна».
Кандидат у народні депутати від партії «Слуга народу», обраний на парламентських виборах у 2019 році (виборчий округ № 65, м. Новоград-Волинський, Баранівський, Ємільчинський, Новоград-Волинський, Пулинський райони). На час виборів: журналіст телеканалу «Еспресо», безпартійний. Проживає в м. Новоград-Волинський Житомирської області. За Костюка проголосувало 26 943 людини — 35,60 % тих, хто прийшов 21 липня на виборчі дільниці. За конкурента Володимира Литвина — 19 472 виборців, 25, 73 %. На третьому місці був самовисуванець Віктор Мельник — 18 426 голосів, 24,34 %.
Член Комітету з питань аграрної та земельної політики, голова підкомітету з питань соціальної політики агропромислового комплексу, розвитку сільських територій, науки та освіти.
31 липня 2025 року Костюк вийшов із фракції «Слуга народу» на знак протесту проти на ухвалення законопроєкту № 12414 про скасування незалежності НАБУ і САП.

## Інше
Президент професійного футбольного клубу «Звягель».

## Родина
Одружений.